# 航空開発実験集団
航空開発実験集団（こうくうかいはつじっけんしゅうだん、英称：Air Development and Test Command）とは、航空自衛隊で使用する航空機や装備品の開発および航空医学・人間工学に着目した研究などを行う組織である。司令部は東京都府中市の府中基地に所在している。航空開発実験集団司令官は、空将をもって充てられ、防衛大臣の指揮監督を受ける。

## 沿革
- 1955年（昭和30年）12月1日：浜松基地に「実験航空隊」が編成。
- 1974年（昭和49年）4月11日：実験航空隊を廃止し、「航空実験団」が編成。
- 1989年（平成元年）3月16日：航空実験団・航空医学実験隊等を改編・統合して「航空開発実験集団」が新編[4]、司令部が入間基地に置かれる[5]。
- 2006年（平成18年）12月15日：航空医学実験隊総務部、第3部、第4部が立川分屯基地から入間基地に移動。
- 2013年（平成25年）4月1日：電子開発実験群が入間基地から府中基地へ移動。
- 2014年（平成26年）8月1日：司令部が入間基地から府中基地へ移動[6]。
- 2021年（令和03年）4月1日：司令部研究開発部開発課、研究課、航空医学課を廃止し、技術課を新編[7]。
- 2022年（令和04年）3月14日：航空医学実験隊の第1部、第2部が立川分屯基地から入間基地へ移動[8]。
- 2024年（令和06年）4月1日：司令部に装備開発官が新設[9]。
- 2025年（令和07年）3月24日：航空医学実験隊と防衛大臣直轄部隊の航空安全管理隊が廃止・統合され、航空医学安全研究隊が入間基地に新編[10]。

## 部隊編成
- 司令部
  - 装備開発官
  - 総務部
    - 総務課
    - 人事課

  - 研究開発部
    - 計画課
    - 技術課

  - 装備課
  - 監理監察官
  - 医務官
- 飛行開発実験団 - （岐阜基地）
- 電子開発実験群 - （府中基地）
- 航空医学安全研究隊 - （入間基地）

## 主要幹部
| 官職名                 | 階級    | 氏名     | 補職発令日     | 前職                                   |
| ---------------------- | ------- | -------- | -------------- | -------------------------------------- |
| 航空開発実験集団司令官 | 空将    | 小島隆   | 2024年03月28日 | 航空幕僚監部装備計画部長               |
| 幕僚長                 | 空将補  | 川口礼人 | 2023年12月22日 | 防衛装備庁プロジェクト管理部装備技術官 |
| 装備開発官             | 空将補  | 菅井裕之 | 2024年08月02日 | 航空自衛隊幹部学校副校長               |
| 総務部長               | 1等空佐 | 黒木忠俊 | 2024年03月01日 | 航空自衛隊第3補給処副処長              |
| 研究開発部長           | 1等空佐 | 大嶺徳和 | 2024年07月31日 | 防衛装備庁岐阜試験場長                 |
| 装備課長               | 1等空佐 | 伊坂穣平 | 2025年08月01日 | 北部高射群副司令                       |
| 監理監察官             | 1等空佐 | 平岡文雄 | 2022年10月16日 | 飛行開発実験団副司令                   |
| 医務官                 | 2等空佐 | 林 学    | 0000年00月00日 |                                        |

| 代 | 氏名     | 在職期間                        | 出身校・期            | 前職                                       | 後職                                  |
| -- | -------- | ------------------------------- | --------------------- | ------------------------------------------ | ------------------------------------- |
| 01 | 宮下裕   | 1989年03月16日 - 1990年07月08日 | 防大3期               | 統合幕僚会議事務局第3幕僚室長              | 西部航空方面隊司令官                  |
| 02 | 那須秋男 | 1990年07月09日 - 1992年06月15日 | 防大4期               | 航空幕僚監部人事教育部長                   | 航空教育集団司令官                    |
| 03 | 小泉進   | 1992年06月16日 - 1994年06月30日 | 防大6期               | 航空幕僚監部調査部長                       | 航空教育集団司令官                    |
| 04 | 岡部輝生 | 1994年07月01日 - 1995年06月29日 | 防大7期               | 中部航空警戒管制団司令 兼 入間基地司令     | 技術研究本部技術開発官 （航空機担当） |
| 05 | 吉川武秀 | 1995年06月30日 - 1996年06月30日 | 防大8期               | 航空幕僚監部装備部長                       | 航空支援集団司令官                    |
| 06 | 大串康夫 | 1996年07月01日 - 1997年12月07日 | 防大10期              | 航空幕僚監部人事教育部長                   | 航空幕僚副長                          |
| 07 | 岡本智博 | 1997年12月08日 - 1999年03月30日 | 防大11期              | 航空幕僚監部監理部長                       | 統合幕僚会議事務局長                  |
| 08 | 廣瀬紀雄 | 1999年03月31日 - 2001年01月10日 | 防大12期              | 航空教育集団司令部幕僚長                   | 航空自衛隊補給本部長                  |
| 09 | 茶木哲義 | 2001年01月11日 - 2002年03月21日 | 防大14期              | 航空幕僚監部人事教育部長                   | 航空自衛隊幹部学校長 兼 目黒基地司令  |
| 10 | 星野雄三 | 2002年03月22日 - 2003年03月26日 | 防大15期              | 航空幕僚監部調査部長                       | 航空幕僚副長                          |
| 11 | 稲葉憲一 | 2003年03月27日 - 2005年07月27日 | 防大14期              | 航空自衛隊幹部候補生学校長 兼 奈良基地司令 | 退職                                  |
| 12 | 織田邦男 | 2005年07月28日 - 2006年08月03日 | 防大18期              | 航空幕僚監部防衛部長                       | 航空支援集団司令官                    |
| 13 | 小川剛義 | 2006年08月04日 - 2007年12月02日 | 防大17期              | 航空支援集団副司令官                       | 退職                                  |
| 14 | 長島修照 | 2007年12月03日 - 2009年07月20日 | 防大20期              | 西部航空方面隊副司令官                     | 航空幕僚副長                          |
| 15 | 秦啓次郎 | 2009年07月20日 - 2012年01月30日 | 防大21期              | 航空支援集団副司令官                       | 航空総隊副司令官                      |
| 16 | 杉山良行 | 2012年01月31日 - 2012年12月03日 | 防大24期              | 航空幕僚監部人事教育部長                   | 南西航空混成団司令                    |
| 17 | 森本哲生 | 2012年12月04日 - 2013年08月21日 | 防大25期              | 航空幕僚監部総務部長                       | 北部航空方面隊司令官                  |
| 18 | 岩成真一 | 2013年08月22日 - 2015年08月03日 | 防大24期              | 航空自衛隊補給本部副本部長                 | 退職                                  |
| 19 | 荒木文博 | 2015年08月04日 - 2017年12月19日 | 防大28期              | 航空幕僚監部総務部長                       | 航空幕僚副長                          |
| 20 | 井上浩秀 | 2017年12月20日 - 2019年12月19日 | 学習院大学・ 75期幹候 | 航空幕僚監部装備計画部長                   | 退職                                  |
| 21 | 森川龍介 | 2019年12月20日 - 2021年12月21日 | 防大31期              | 北部航空方面隊司令官                       | 航空支援集団司令官                    |
| 22 | 柿原国治 | 2021年12月22日 - 2024年03月27日 | 防大32期              | 航空自衛隊幹部学校長 兼 目黒基地司令       | 退職                                  |
| 23 | 小島隆   | 2024年03月28日 -                | 防大34期              | 航空幕僚監部装備計画部長                   |                                       |